# Dolors López i Aguilar
Dolors López i Aguilar (Lleida, 22 d'octubre de 1958) és una política espanyola del Partit Popular, diputada al Parlament de Catalunya en la IX i X legislatures.

## Biografia
Llicenciada en Dret per la Universitat de Lleida, feu el primer i segon curs de Pràctica Jurídica en el Col·legi Provincial d'Advocats de Lleida i cursos en dret matrimonial, Cooperativisme i Dret Civil català.
Va ser secretària general del PP de Lleida (1998-2005) i regidora a l'Ajuntament de Lleida (1995-2007). Segons alguns mitjans de comunicació el 23 d'abril de 2006, durant la celebració de la diada de Sant Jordi a Lleida, va ser agredida per un grup de joves independentistes que van assaltar i van derrocar el lloc de llibres del Partit Popular.
Candidata com a cap de llista del PPC per la província de Lleida, en les eleccions al Parlament de Catalunya de 2010 i en les de 2012. En les eleccions municipals de 2015 va ser candidata del Partit Popular de Catalunya a l'alcaldia de Lleida i el seu partit va passar de 6 a 2 regidors.
En 2008, durant el X congrés provincial del Partido Popular, fou elegida presidenta del partit a Lleida, amb un 94,2% dels vots emesos.